# LMSコロネーション級蒸気機関車
LMS コロネーション級蒸気機関車（LMS Coronation Class）は、イギリスのロンドン・ミッドランド・アンド・スコティッシュ鉄道（LMS）が1938年から導入した急行旅客列車用の蒸気機関車。ロンドンとグラスゴーを結ぶ急行列車用牽引機として、プリンセス・ロイヤル級の拡大・出力増強型として設計された。6234号機「ダッチェス・オブ・アバーコーン」は、イギリスで運用された蒸気機関車の中では最大出力となる2,511hpを記録している。当初は、ロンドン・アンド・ノース・イースタン鉄道（LNER）のA4型などと同様の流線形車体で活躍したが、のちに従来の非流線形に改められた。

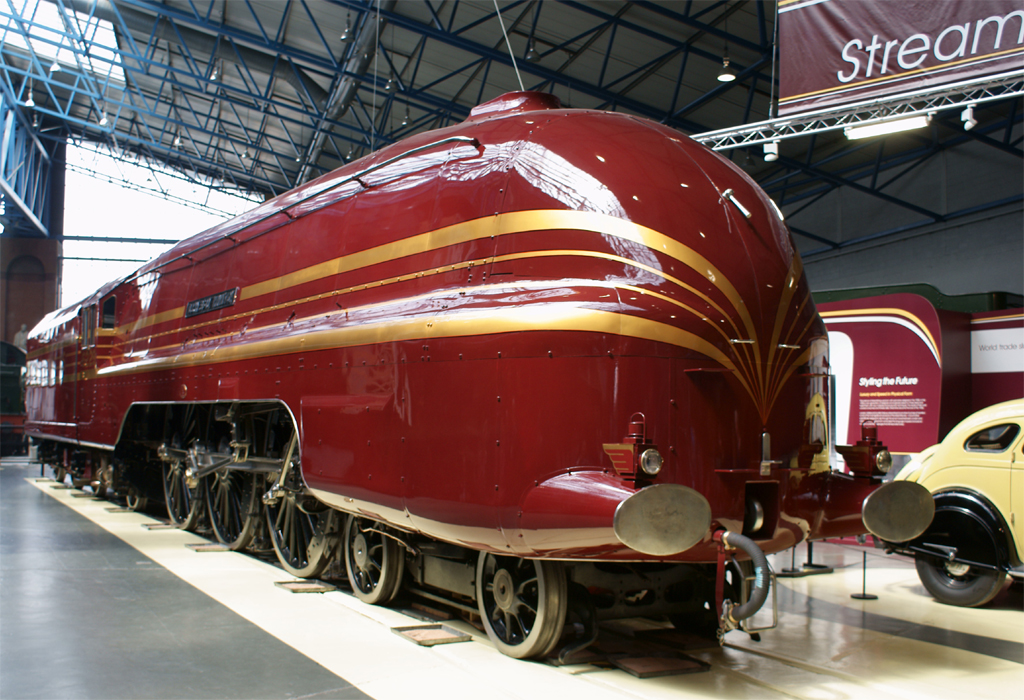
流線形に復元されヨークのイギリス国立鉄道博物館で展示中の6229「ダッチェス・オブ・ハミルトン」

## ギャラリー

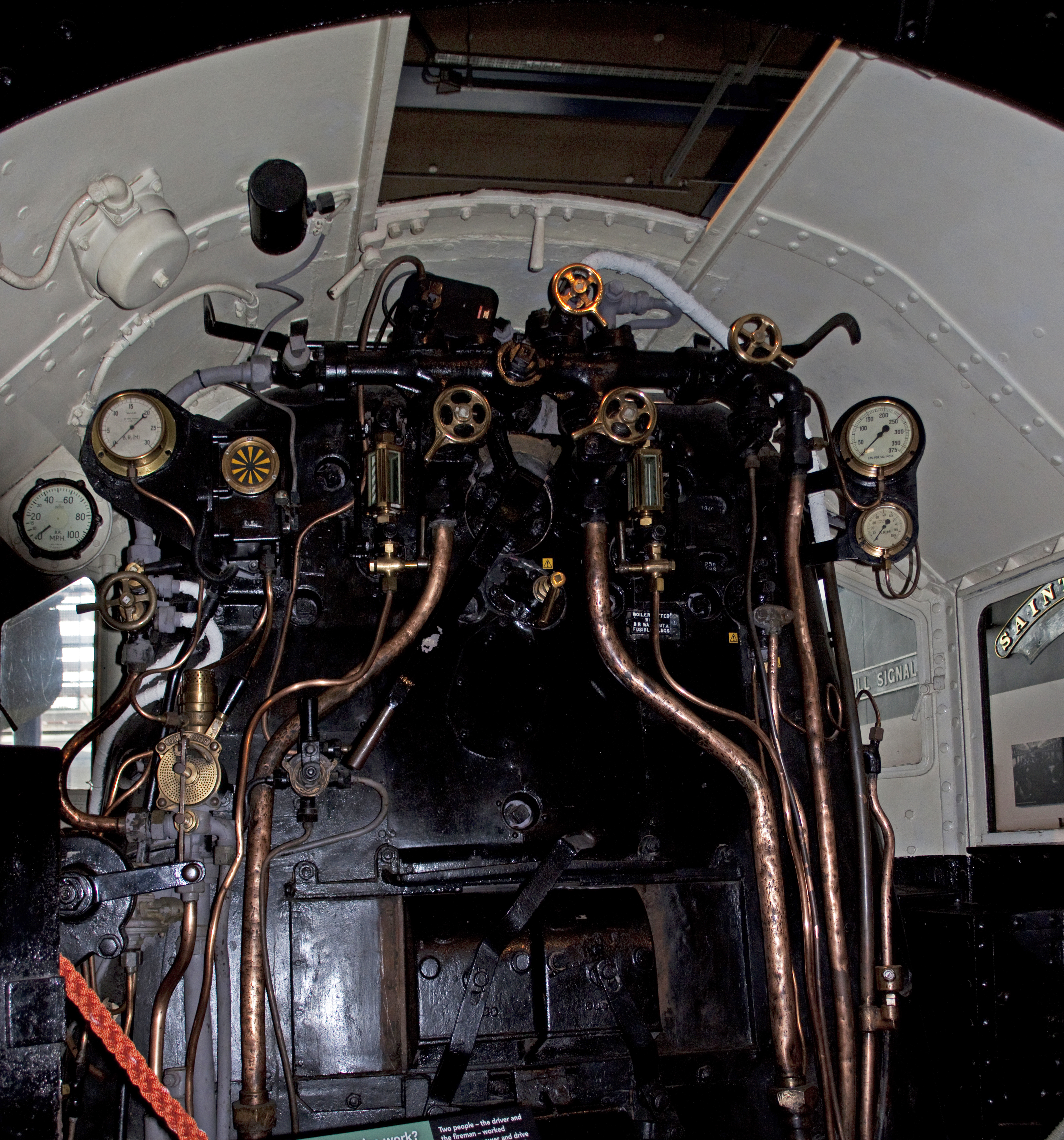
コロネーション級のキャブ内部の様子（46235「シティ・オブ・バーミンガム」）
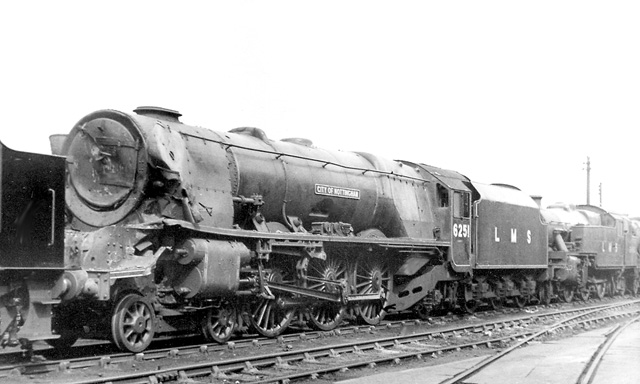
ウィンズフォード事故 (1948)（英語版）で損傷後、修理を待つ6251「シティ・オブ・ノッティンガム」
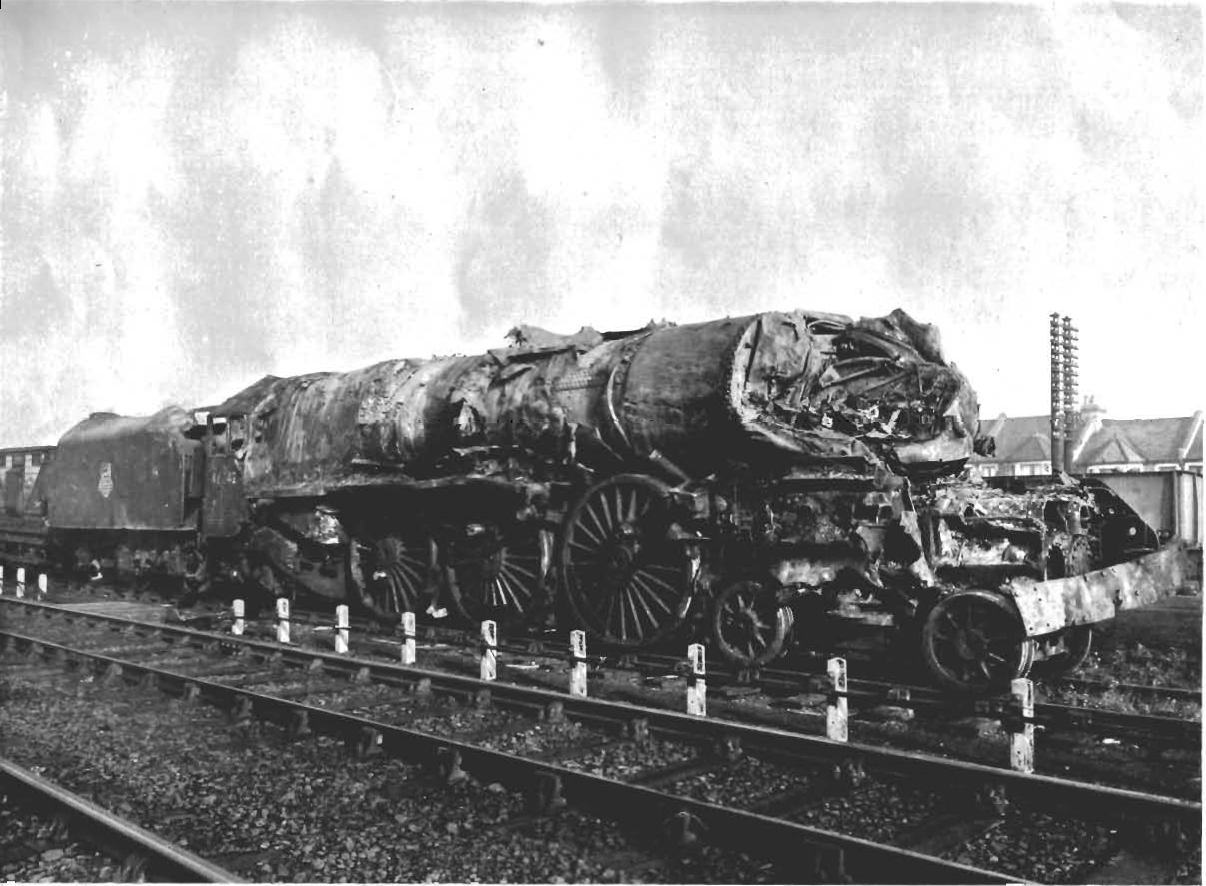
1952年のハーロウ&ウィールドストーン鉄道事故で大きく損壊した46242「シティ・オブ・グラスゴー」
非流線形として落成した「シティ・オブ・レスター」